# Dossier Heksenkring & Dossier Onderwater
Dossier Heksenkring & Dossier Onderwater is een stripalbum van Agent 327, getekend door Martin Lodewijk. De twee dossiers zijn voor het eerst verschenen in stripweekblad Eppo; Dossier Heksenkring in 1975 (nr. 1 t/m 11) en Dossier Onderwater in 1976 (nr. 20 t/m 30). Het album is het eerste deel dat in de Oberon/Eppo-reeks werd uitgegeven, in 1977 door Oberon, en het vijfde deel van de nieuwe (op tekst bijgewerkte en opnieuw ingekleurde) reeks, in 2004 uitgegeven door Uitgeverij M.
Dossier Onderwater kreeg nog een lange nasleep in de twee hierop volgende albums: Dossier Zondagskind en Dossier Zevenslaper.

## Inhoud

### Dossier Heksenkring
1941. Tijdens de Tweede Wereldoorlog smeedt een heksenkring een speciale band om Engeland tegen de Duitsers te beschermen. De dertiende magiër lord Bored-Todaith, was echter niet uitgenodigd vanwege de geruchten dat hij aan zwarte magie zou doen. Hij verschijnt toch en spreekt een vloek uit: Engeland zal sterven! Een andere magiër, Welker, verzwakt de vloek echter snel: Engeland zal inslapen en gered worden door een strijder uit het oosten.
1975. Agent 327 wordt terstond naar Engeland gestuurd omdat Barend, die daar op vakantie is, verdwenen is. Op zoek naar Barend wordt hij echter door het illustere duo Black en Decker gevangengenomen. Als hij bijkomt is hij in een landhuis waar lord Bored-Todaith, Groot-Magister van de Zwarte Kring, hem vertelt dat er vannacht een offer aan de Eerloze plaats zal vinden. Barend is het offerlam! Agent 327 weet echter op slimme wijze te ontsnappen. Pogingen van lord Bored-Todaith om hem met voodoo af te schrikken halen niets uit: de magiër was in zijn arrogantie te zeker van zijn zaak en heeft te veel verteld. De heksenkring wordt opgerold en Barend is nog net gered. Agent 327 ziet echter nog net hoe de Groot-Magister op een bezem wegvlucht.

### Dossier Onderwater
De Karel Portier, het vliegdekschip dat 327 redde in Dossier Stemkwadrater maar toch nog zonk, is na de lichting verkocht aan de Kwaïtianen, daar herdoopt tot Carlos Portero en terug in de Rotterdamse haven. De Chef vertrouwt het niet en stuurt Agent 327 stiekem op onderzoek uit. Deze komt echter niet meer terug. Barend en juffrouw Betsy laten het er echter niet bij zitten en via een slim plan weet Barend binnen te dringen op de Carlos Portero. Daar ontdekt Barend dat er kikvorsmannen heen en weer zwemmen van het schip naar een Rijnaak met aan boord Boris Kloris en Agent 327. Het blijkt om wapensmokkel te gaan. Terug op de Carlos Portero slaagt Barend er echter niet in om weg te komen van het schip. Agent 327 ontsnapt intussen wel van de Rijnaak. Boris Kloris en de kapitein van de Carlos Portero doen nog een poging om hem weer gevangen te nemen, maar tevergeefs. Al snel staan Agent 327, de Chef en wat zware jongens van de GVD (Generale Veiligheidsdienst) bij de Rijnaak. Boris ontsnapt echter en bovendien blijken alle wapens al van de aak te zijn gehaald. De Carlos Portero vaart intussen al weg, dus de zaak lijkt verloren. Als echter ook nog Franciscus Tietjerksteradeel aan komt varen en tegen het nogal oude schip aan vaart, zinkt het en kan Barend in de verwarring weg komen.